# 阔叶娃儿藤
阔叶娃儿藤（学名：Tylophora astephanoides）为夹竹桃科娃儿藤属的植物，是中国的特有植物。分布在中国大陆的云南等地，生长于海拔1,070米的地区，一般生长在山地林中，目前尚未由人工引种栽培。